# Godfred Haraldsson
Godfred Haraldsson var en dansk storman, som levde på 800-talet. Han var  son till Harald Klak. Tillsammans med sina föräldrar döptes han år 826 i Mainz, där Lothar I var hans fadder. Efter dopet stannade han kvar hos Lothar, tills de blev osams någon gång på 840-talet, och Godfred återvände till sitt folk. 
Tillsammans med sin kusin Rorik gjorde de år 850 en räd mot Dorestad, som Rorik tog i besittning. Godfred for vidare och härjade i Flandern och Artois innan han återvände till Danmark för övervintring. År 851 återvände han för vikingatåg mot frisernas områden. Hans flotta for även upp längs Schelde mot Gent. Året därpå for han upp längs Seine. Karl den skallige fick hjälp av sin bror Lothar (Godfreds fadder), men vikingarna hade förskansat sig på en ö vid Les Andelys, och frankernas landarmé förmådde inget mot dem. Denna pattställning varade under hela vintern. På våren 853 kom Karl och Godfred överens, och vikingarna drog sig tillbaka, antagligen med en summa pengar.
Sista gången det talas om Godfred är år 855. Lothar I ville ha bort Rorek och Godfred från Dorestad, för att låta det styras av sin son Lothar II. De båda åkte till Danmark för att etablera sig där, efter Horeks död året innan. Men de misslyckades, och de återvände samma år och tog tillbaka makten över Dorestad och Frisia.